# Дом учёных (Обнинск)
Дом учёных (Обнинск) — учреждение культуры г. Обнинск, созданное для ведения научно-организационной, культурно-просветительской, общественно-политической, театрально-концертной, спортивно-оздоровительной, выставочной работы, а также библиотечного обслуживания. Здание из белого мрамора является городской достопримечательностью.
Адрес: г. Обнинск, Ленина проспект, д. 129
Директор — заслуженный работник культуры РФ Алла Ивановна Портнягина.

## История
Предшественник Дома учёных — Дом политпросвещения — был торжественно открыт 22 сентября 1979 года. Хотя на общественных началах Дом учёных существовал в городе и раньше в клубе Физико-энергетического института (ФЭИ). Дом политпросвещения был создан в городе в целях повышения уровня политического образования граждан в системе политучёбы. Основным вдохновителем выступил первый секретарь Обнинского горкома КПСС в то время Иван Васильевич Новиков, к этому времени уже 10 лет возглавлявший горком. Проект здания был разработан известным архитектором В. И. Давтяном. На строительство объекта были направлены лучшие бригады, И. В. Новиков лично контролировал строительство. В здании открыли Университет марксизма-ленинизма в составе факультетов — философский, политэкономии, психологии, методологии, эстетики, журналистики. Здание поставили на баланс ФЭИ.
С 1979 года Дом учёных разместился в Доме политпросвещения.
В 1991 году Дом политпросвещения преобразован в Дом науки. В дальнейшем мэр Михаил Шубин изменил название Дома науки на Дом учёных.

## Архитектура и оформление
В строительстве Дома учёных (изначально Дома политической и научно-технической пропаганды) принимали участие ленинградские архитекторы, а интерьерами здания занимались архитекторы из Обнинска. Фасад здания украшен пилонами, что характерно для зданий обкомов партии и других «культовых» построек того времени. В оформлении интерьеров использован розовый мрамор. Фойе второго этажа представляет собой двусветный зал с тремя массивными бронзовыми люстрами под потолком. В фойе второго этажа установлен бюст Курчатова, а в фойе первого этажа — бюст Ленина. Фасад здания изначально украшал бронзовый горельеф с изображениями Маркса, Энгельса и Ленина, который в 1990-х годах демонтировали по идеологическим соображениям. Весной 2010 года к приезду президента Дмитрия Медведева над входом установили надпись «Дом учёных».
30 июля 1982 года за проектирование и строительство Дома политической и научно-технической пропаганды коллектив архитекторов и строителей в составе 12 человек был удостоен премии Совета Министров СССР.
1 ноября 2013 года рядом с правым фасадным углом Дома учёных была установлена городская скульптура Кота учёного.

## Устройство
Концертный зал Дома учёных на 615 мест оснащён современной звуковой и световой аппаратурой, что позволяет проводить на высоком уровне филармонические вечера.
Имеется лекционный зал на 220 мест, расположенных амфитеатром, для проведения лекций, семинаров, симпозиумов. Для проведения деловых встреч можно использовать современный конференц-зал.
Есть два банкетных зала для проведения свадеб, банкетов, торжественных вечеров, обслуживания зрителей при проведении концертных мероприятий.
Часть помещений используется под офисы. Открыта общественная приёмная губернатора Калужской области.
На втором этаже работает библиотека.
Организуются поездки и экскурсии.
В 1980 году при Доме учёных была создана секция краеведения, её первым председателем стал Владимир Алексеевич Иванов, сплотивший вокруг секции краеведов, которые приняли активное участие в сохранении названия села Самсоново в топонимике города, а в конце 1980-х годов начали своими силами восстановление усадьбы Белкино.

## Состоявшиеся мероприятия
В основном зале проходят большие конференции («Обнинский Инновационный Форум»).
Здание используется как городской концертный зал.

Стало традицией выступление Государственного академического камерного «Вивальди-оркестра». С концертами приезжают Государственный квартет имени Глинки, пианист «высшей лиги» Александр Мельников, серебряный голос России Олег Погудин, Георг Эннарис, лауреат премии «Национальное достояние России» певица Евгения Смольянинова, Юрий Башмет, «Виртуозы Москвы» Владимира Спивакова, композитор и певец Александр Морозов, Любовь Казарновская, Людмила Зыкина, Иосиф Кобзон, Сергей Захаров, Тамара Гвердцители, Валерий Леонтьев, Александр Малинин, Филипп Киркоров, Владимир Кузьмин, Леонид Агутин и Анжелика Варум, Любовь Успенская, Николай Караченцов, группа Любэ, группа «Белый орел», Андрей Макаревич с оркестром креольского танго, Евгений Маргулис, Олег Лундстрем, Дебора Браун, Кристина Орбакайте, Олег Митяев, Сергей Трофимов (теперь он не любит, когда его представляют Трофимом), цыганское трио «Лойко», арт-группа «ХОР ТУРЕЦКОГО», Варвара, Алина Орлова. Дом учёных «открыл» Сергея Пенкина.
Выступали известнейшие мастера разговорного жанра — Михаил Задорнов, Дмитрий Быков, Владимир Соловьев, актриса Валентина Теличкина.
Состоялся VII международный православный Сретенский кинофестиваль «Встреча».
Прошли Х Богородично-Рождественские образовательные епархиальные чтения